# Greenville, Mississippi
Greenville là một thành phố quận lỵ quận Washington6 trong tiểu bang Mississippi, Hoa Kỳ. Thành phố có diện tích km², dân số theo điều tra năm 2000 của Cục điều tra dân số Hoa Kỳ là 41.633 người, dân số năm 2007 à 35.764 người. Greenville được đặt tên theo anh hùng chiến tranh cách mạng Mỹ Nathanael Greene.